# Jimena
Jimena és un municipi situat a l'oest de la província de Jaén (Espanya), tradicionalment enquadrat en la comarca de la Sierra Mágina.